# Richard Meredith
Richard Otis (Dick) Meredith  (South Bend (Indiana), 22 december 1932 – 6 februari 2025) was een Amerikaans ijshockeyer. 
Meredith veroverde tijdens de Olympische Winterspelen 1956 in het Italiaanse Cortina d'Ampezzo de zilveren medaille achter de Sovjet-Unie. In zeven wedstrijden maakte Meredith twee doelpunten.
Vier jaar later won Meredith tijdens de Olympische Winterspelen 1960 in eigen land de gouden medaille. Dit was de eerste keer dat de Amerikaanse ploeg olympisch goud won bij het ijshockey. Tijdens dit toernooi trad Meredith slechts in twee wedstrijden in actie en maakte in deze wedstrijden twee doelpunten.
Meredith overleed op 6 februari 2025 op 92-jarige leeftijd na een kort ziekbed.